# Wojciech Kucharz
Wojciech Janusz Kucharz (ur. 2 stycznia 1952 w Kozłowie) – polski matematyk, profesor nauk matematycznych. Profesor zwyczajny Katedry Funkcji Rzeczywistych Instytutu Matematyki Wydziału Matematyki i Informatyki Uniwersytetu Jagiellońskiego.

## Życiorys
Matematykę ukończył na Uniwersytecie Jagiellońskim (1974) i na tej uczelni rozpoczął pracę naukową zdobywając kolejne awanse akademickie. Stopień doktorski uzyskał w 1977 broniąc pracy Jety wystarczające i kiełki skończenie determinowalne przygotowanej pod kierunkiem Jacka Bochnaka, którego w roli promotora zastąpił następnie Józef Siciak. Od 1977 pracował na Uniwersytecie Śląskim.  Laureat nagrody Polskiego Towarzystwa Matematycznego dla młodych matematyków w 1979, przygotował rozprawę habilitacyjną, lecz nie sfinalizował przewodu przed emigracją w 1980. W latach 1984–2009 pracował w University of New Mexico w Albuquerque, od 1990 jako profesor tamże. Habilitował się na Uniwersytecie Jagiellońskim w 2008 na podstawie pracy Odwzorowania regularne w geometrii algebraicznej rzeczywistej. W 2009 powrócił do Polski i został zatrudniony w Instytucie Matematyki na Wydziale Matematyki i Informatyki UJ. Tytuł naukowy profesora nauk matematycznych został mu nadany w 2010. Wypromował trzech doktorów.
Na Międzynarodowym Kongresie Matematyków w Rio de Janeiro w 2018 roku wygłosił, wspólnie z Krzysztofem Kurdyką, zaproszony wykład w sekcji geometrii algebraicznej i zespolonej.
W 2019 został członkiem Rady Doskonałości Naukowej I kadencji. W roku 2020 otrzymał Nagrodę  naukową im. Mikołaja Kopernika  za 
wyróżniające się szczególnie wysoką wartością naukową prace naukowe.
Swoje prace publikował w takich czasopismach jak m.in. „Mathematische Annalen”, „Proceedings of the American Mathematical Society”, „Annales Polonici Mathematici”, „Journal of the European Mathematical Society", „Journal für die Reine und Angewandte Mathematik", „Compositio Mathematica”, „Bulletin of the American Mathematical Society", „Duke Mathematical Journal", „Inventiones Mathematicae" oraz „Annals of Mathematics". Zajmuje się przede wszystkim geometrią algebraiczną rzeczywistą.
Należy do Polskiego Towarzystwa Matematycznego (PTM).
Jest laureatem Głównej Nagrody PTM Nagrody im. Stefana Banacha za 2018.
W 2019 roku został członkiem korespondentem Polskiej Akademii Nauk, w czerwcu 2022 członkiem korespondentem Polskiej Akademii Umiejętności. 
W 2020 roku otrzymał Nagrodę Laur Jagielloński
W 2022 odznaczony Krzyżem Kawalerskim Orderu Odrodzenia Polski.